# بتمن برای همیشه (بازی ویدئویی)
بتمن برای همیشه (به انگلیسی Batman Forever) عنوان یک بازی ویدئویی است که براساس فیلمی به همین نام ساخته شده‌است.